# Prostovol

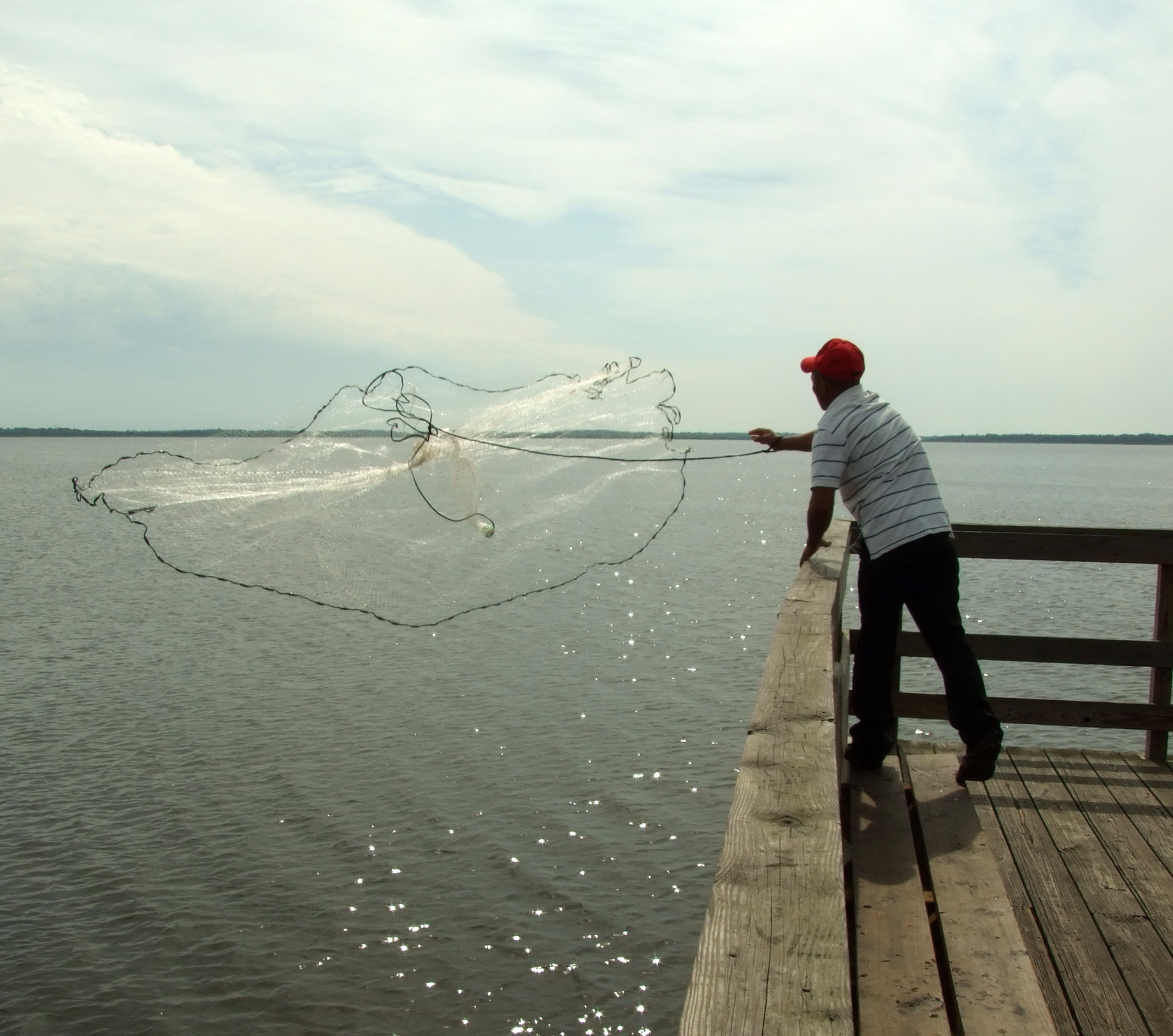

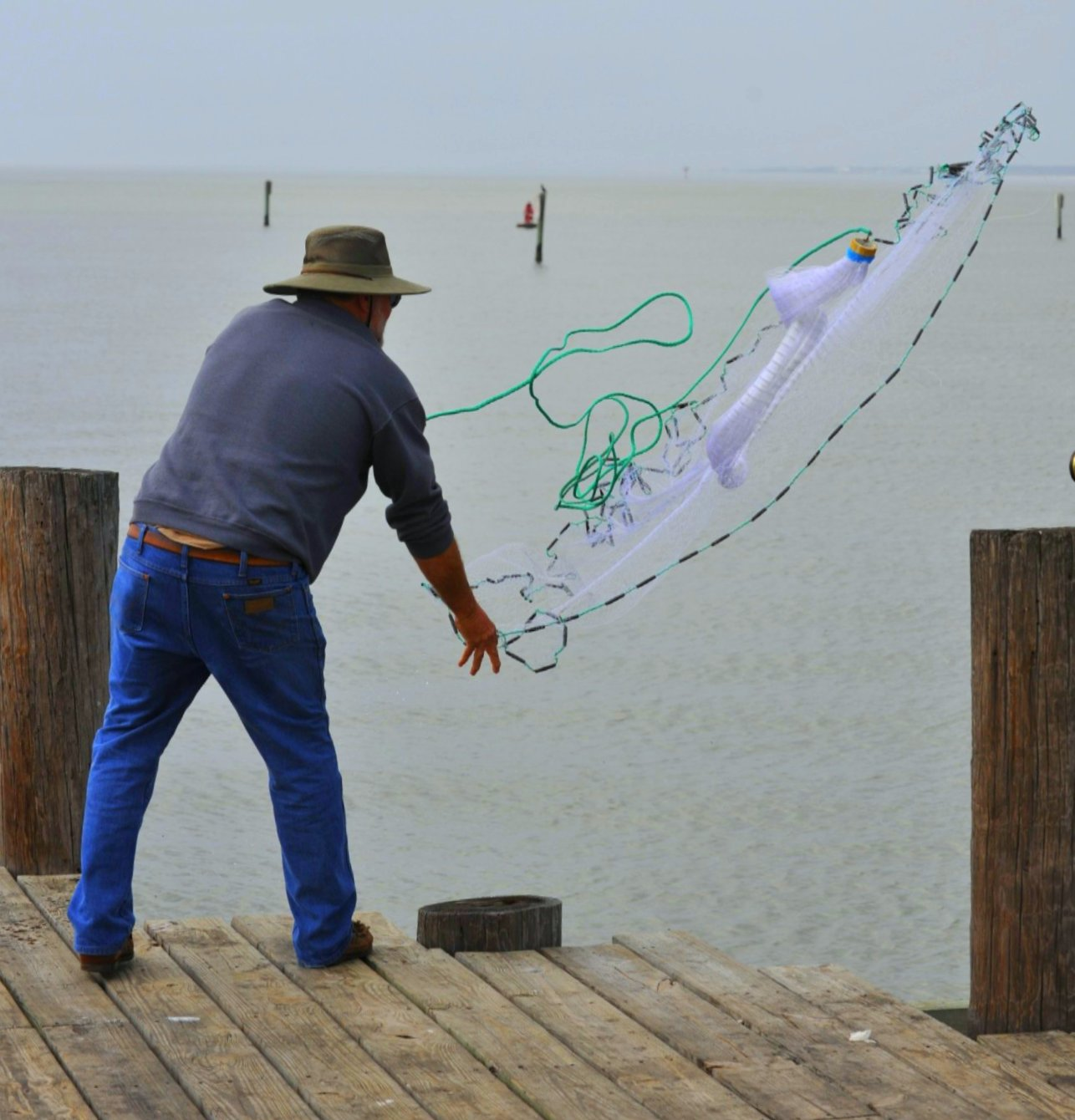

Prostovolul este o unealtă manuală de pescuit formată dintr-o plasă de formă rotundă, cu latura ochiului de la 20 la 40 mm și cu greutăți (bile) de plumb pe margine, folosită adesea și pentru controlul cantității de pește din baltă, lac etc. Are o formă conică, mai precis este croit ca o parașută, de aceea mai este și cunoscut sub denumirea de parașută de pescuit. Diametrul este de 4,5 m iar înălțimea este de 2 m. La aruncare se desfășoară pe o suprafață de aproximativ 5 mp. Greutățile montate la extremități strâng plasa împreună cu peștele din raza sa de acțiune; aceasta este trasă din apă cu ajutorul unei sfori care strânge prostovolul ca pe un sac. 

## Legături externe
„prostovol” la DEX online
- it Atos Giovanelli, Arta de a arunca un prostovol Accesat la 1 decembrie 2014
- en Cum să arunci un prostovol, YouTube video, 5:39 Accesat la 1 decembrie 2014